# قابل للنفخ (من الأفضل الاتصال بسول)
«قابل للنفخ» (بالإنجليزية: Inflatable)‏ هي الحلقة السابعة للموسم الثاني من مسلسل إيه إم سي التلفزيوني الدرامي من الأفضل الاتصال بسول، المسلسل يُعتبر بادئة من مسلسل اختلال ضال. تم بث الحلقة في 28 مارس 2016 على قناة إيه إم سي بالولايات المتحدة. خارج الولايات المتحدة، تم عرض الحلقة لأول مرة على خدمة البث نتفليكس في عدة بلدان.

## الاستقبال

### التقييمات
عند بثها، تلقت الحلقة 2.03 مليون مشاهد أمريكي، وتصنيف 18-49 من 0.8.

## وصلات خارجية
- «قابل للنفخ» على إيه إم سي (بالإنجليزية)
- «قابل للنفخ» على قاعدة بيانات الأفلام على الإنترنت (بالإنجليزية)